# As-Salasijja
As-Salasijja (arab. الثلاثية) – wieś w Syrii, w muhafazie Aleppo, w dystrykcie Afrin. W 2004 roku liczyła 442 mieszkańców.